# Trichadenotecnum pardus
Trichadenotecnum pardus är en insektsart som beskrevs av André Badonnel 1955. Trichadenotecnum pardus ingår i släktet Trichadenotecnum och familjen storstövsländor. Inga underarter finns listade i Catalogue of Life.